# Thrustmaster
Thrustmaster est un fabricant américain de périphériques de jeu vidéo tels que des manettes, joysticks et volants. Il a été fondé en 1990 à Hillsboro, dans l'Oregon. L'entreprise fait partie du groupe français Hercules Thrustmaster, basé à Carentoir, en Bretagne et propriété de la famille Guillemot.
Thrustmaster a conclu des accords de licence avec des marques tierces telles qu'Airbus, Boeing, Ferrari, Gran Turismo et la United States Air Force, ainsi que des accords de licence pour certains produits sous les licences PlayStation de Sony et Xbox de Microsoft.

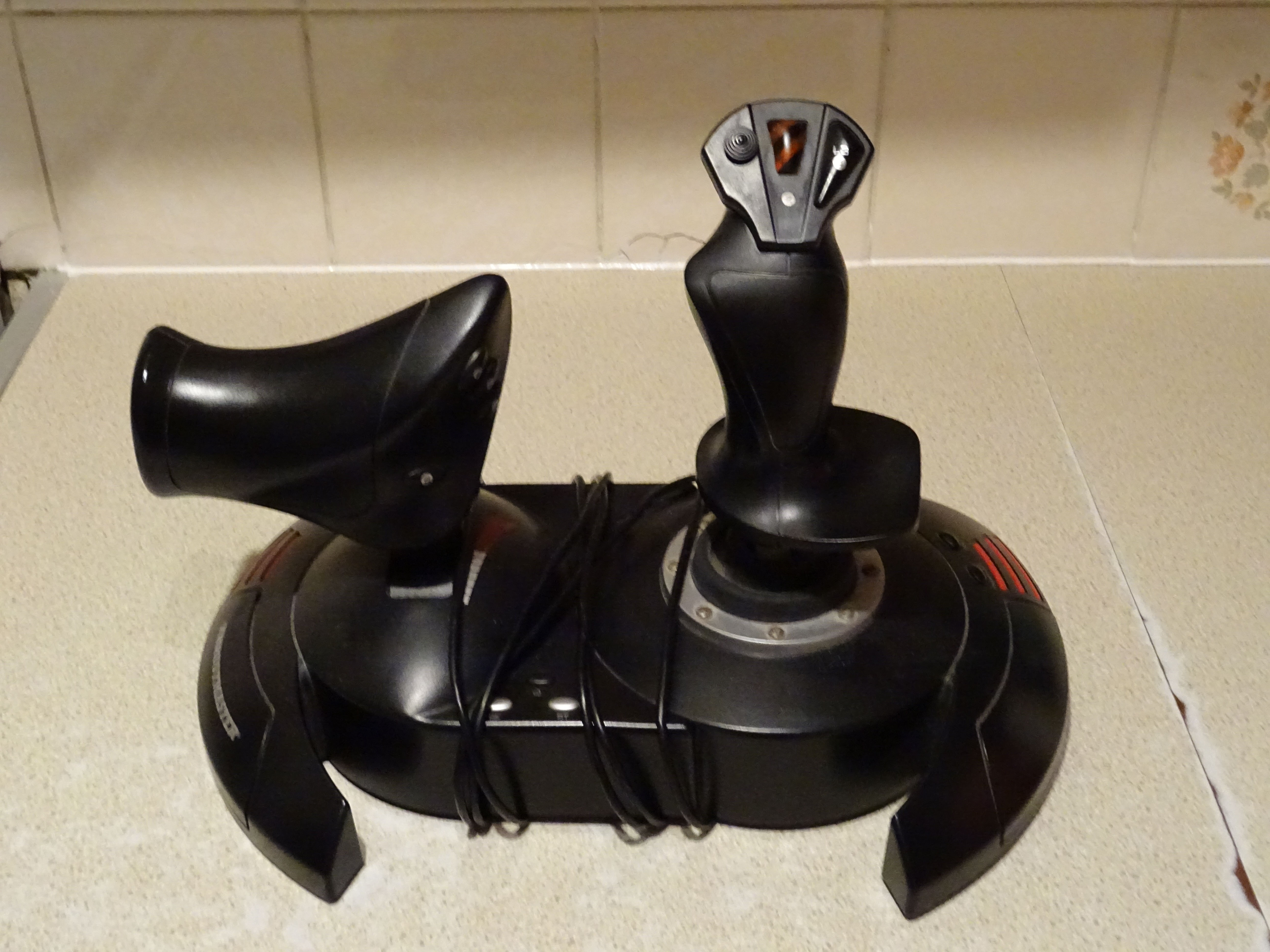
Le Thrustmaster T-Flight Hotas-X, de 2008.

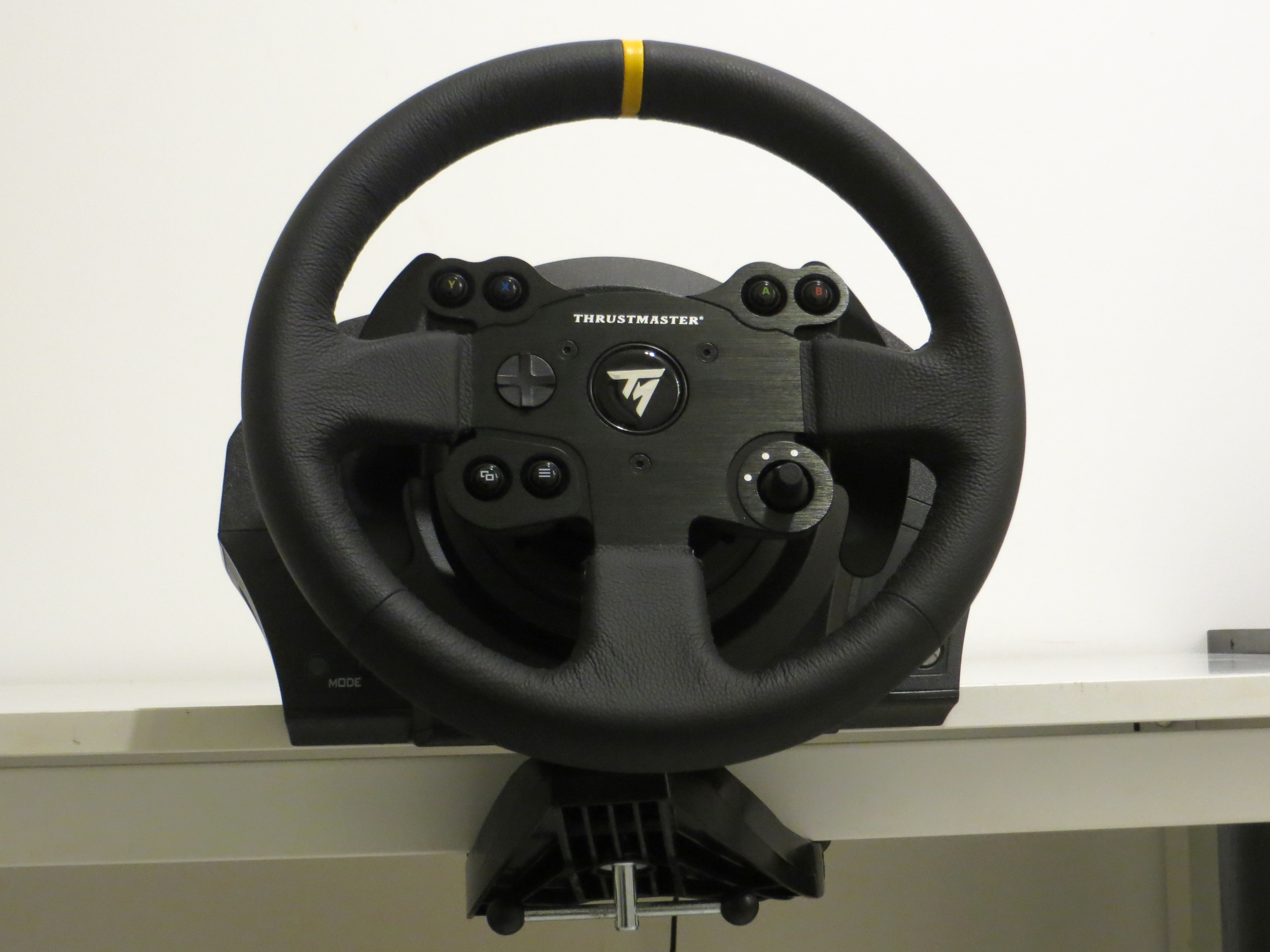
Le volant Thrustmaster TX Racing Wheel Leather Edition.

## Histoire

### 1990: fondation de la marque aux États-Unis
En 1990, Thrustmaster est fondée à Hillsboro, dans l'Oregon, aux États-Unis. En 1995, le chiffre d'affaires de l'entreprise est passé à 15 millions de dollars, puis à 25 millions de dollars en 1998<.[réf. nécessaire]

### 1999: rachat par le groupe français Guillemot Corporation
En juillet 1999, la division périphériques de jeux vidéo de Thrustmaster ainsi que la licence de marque sont rachetées par le groupe français Guillemot Corporation pour 15 millions de dollars, qui rachète également l'entreprise californienne Hercules quelques mois plus tard, sauvant ce dernier de la faillite. Guillemot Corporation fusionne ensuite les deux sociétés en créant le groupe Hercules Thrustmaster, basé à Carentoir, dans le Morbihan, en Bretagne.[réf. nécessaire]
C'est à partir des années 2000 que la marque Thrustmaster prend de l'ampleur avec diverses opérations marketing. En 2001, Thrustmaster participe pour la première fois au salon de l'E3 à Los Angeles,.
En 2019, le chiffre d'affaires de Thrustmaster s'élève à 59 millions d'euros (66 millions de dollars américains). Comme l'ensemble du secteur, Thrustmaster profite de la forte activité du simracing pendant le Covid 19, son chiffre d'affaires grimpe à 175 millions d'euros en 2022, puis 106 millions en 2023.

## Produits
Le T500 lancé le 5 janvier 2010, le T300RS lancé le 15 août 2014,le TS-PC Racer lancé le 15 décembre 2016, le T-GT lancé en 2017 et le TMX lancé en juillet 2017
Le TX leather edition 2018
- Roues de volant :
  - Sparco 383
  - Sparco 310
  - Alcantara 599XX
  - 2010 Ferrari F1
  - 250 GTO-GTO
  - TM leather
  - TM open wheel
  - 458 GTE
  - SF1000 Wheel Add-On
  - 488 GT3 Wheel Add-On
  - EVO Racing 32R Leather
- Shifter :
  - TH8RS
  - TH8A
- Pédales :
  - T3PA
  - T3PA PRO
  - TLCM

La gamme est en partie renouvelée avec la sortie de la neuvième génération de consoles de jeux : Le T-GT II et le T248 sont lancés en 2021, le T818 (1er direct drive de la marque, exclusivement sur PC) et le T128 sont lancés en 2022. En 2024, Thrustmaster annonce une nouvelle ère, avec la sortie d'un nouveau pédalier, ainsi que d'un direct drive compatible PS5.